# Монтанари, Илсон де Жезус
Илсон де Жезус Монтанари (порт. Ilson de Jesus Montanari; род. 18 июля 1959, Сертанзинью, Бразилия) — бразильский прелат, ватиканский и куриальный сановник. Титулярный архиепископ Капочиллы с 12 октября 2013 по 5 июня 2022. Секретарь Конгрегации по делам епископов с 12 октября 2013. Секретарь Коллегии Кардиналов с 28 января 2014. Вице-камерленго Святой Римской Церкви с 1 мая 2020. Секретарь Дикастерии по делам епископов с 5 июня 2022.

## Ранние годы и образование
Илсон де Жезус Монтанари родился 18 июля 1959 года, в Сертанзинью, в штате Сан-Паулу в пределах территории архиепархии Рибейран-Прету. Он учился в начальной школе в 1965—1969 годах в Сертанзинью.
Монтанари продолжал изучать право и экономику в университете Рибейран-Прету. Он получил степень бакалавра философии в Исследовательском центре архиепархии Рибейран-Прету. Учился в епархиальной семинарии с 1982 года по 1985 год. Он был отправлен в Рим, где он получил степень бакалавра богословия в Папском Григорианском университете с 1985 года по 1988 год. В то время как он учился в Риме, он проживал в Папском Колледже Пио-Бразилиано.

## Священство
Монтанари был рукоположен в священники 18 августа 1989 года для архиепархии Рибейран-Прету. После своего рукоположения он был назначен духовным наставником, а годом позднее был назначен профессором теологии в Рибейран-Прету и в то же время в семинарии Уберабы до 1994 года. С 1990 года по 2001 год он был членом пресвитерского совета и коллегии советников. В 1993 году он был назначен канцлером и пастырским координатором, и удерживал обе должности до 2002 года.

## На работе в Римской курии
Отец Монтанари вернулся в Рим в 2002 году, для того чтобы учиться для лиценциата в догматическом богословии в Папском Григорианском университете, который он получил в 2004 году. С 2008 года по 2013 год он служил в качестве официала в Конгрегации по делам епископов. Он был назначен капелланом Его Святейшества 13 мая 2011 года.

## Секретарь Конгрегации по делам епископов
12 октября 2013 года монсеньор Монтанари был назначен титулярным архиепископом Капочиллы и в то же время секретарём Конгрегации по делам епископов.
7 ноября 2013 года монсеньор Монтанари был рукоположен в сан епископа. Ординацию возглавлял архиепископ Рибейран-Прету Моасир Силва, которому помогали соконсекраторы кардинал Одилиу Педру Шерер — архиепископ Сан-Паулу и архиепископ Валмор Оливейра ди Азеведу — архиепископ Белу-Оризонти.
1 мая 2020 года Папа Франциск назначил архиепископа Монтанари Вице-камерленго Святой Римской Церкви.